# 비트토렌트 (소프트웨어)
비트토렌트(영어: BitTorrent)는 프로그래머인 브램 코언이 개발한 비트토렌트 클라이언트 소프트웨어이다. 최초의 비트토렌트 클라이언트이자, 프로토콜 중 하나인 비트토렌트를 처음 알린 소프트웨어 중 하나이다.